# 1999 في ألمانيا
أحداث عام 1999م في ألمانيا

## تعيينات
- رئيس ألمانيا، - رومان هيرتسوغ (حتى 30 يونيو)
- يوهانس راو (بدء في 1 يوليو)
- مستشار الاتحاد الألماني - غيرهارد شرودر

## انتخابات
- الانتخابات الرئاسية الألمانية، 1999
- انتخابات البرلمان الأوروبي لعام 1999 (ألمانيا)
- انتخابات ولاية براندنبورغ، 1999  [لغات أخرى]‏
- انتخابات ولاية بريمن، 1999  [لغات أخرى]‏
- انتخابات ولاية هسن، 1999
- انتخابات ولاية سارلاند، 1999
- انتخابات ولاية ساكسونيا، 1999

## أحداث
- 18-20 يونيو: عقد قمة مجموعة الثماني في كولونيا
- 4 نوفمبر : محكمة في آوغسبورغ أودعت مذكرة لاعتقال فالتر لايسلر كيلب وذلك عقب فضيحة تبرعات الاتحاد الديمقراطي المسيحي

## موتى
- 2 يناير: سباستيان هافنر، كاتب وصحفي ألماني (مواليد 1907)
- 12 فبراير : هاينز شوبرت - ممثل وكوميدي ألماني (مواليد 1925)